# Ctenomeristis kaltenbachi
Ctenomeristis kaltenbachi is een vlinder uit de familie van de snuitmotten (Pyralidae). De wetenschappelijke naam van de soort is voor het eerst geldig gepubliceerd in 1983 door Roesler.